# Бідіджешть
Бідіджешть, Бідіджешті (рум. Bidigești) — село у повіті Алба в Румунії. Входить до складу комуни Чуруляса.
Село розташоване на відстані 314 км на північний захід від Бухареста, 47 км на північний захід від Алба-Юлії, 72 км на південний захід від Клуж-Напоки, 148 км на північний схід від Тімішоари.

## Населення
За даними перепису населення 2002 року у селі проживали 46 осіб, усі — румуни. Усі жителі села рідною мовою назвали румунську.